# برج پرل ریور
برج پرل ریور (به انگلیسی: Pearl River Tower) آسمان‌خراش ۷۱ طبقه به ارتفاع ۳۰۹٫۷ متر (۱٬۰۱۶ فوت)، با کاربری اداری-تجاری است، که در شهر گوانگ‌ژو، جمهوری خلق چین مستقر می‌باشد. پروژه ساخت این ساختمان در سال ۲۰۰۶ آغاز شد و در سال ۲۰۱۱ تکمیل و افتتاح گردید.